# Jörgen Ekengren
Erik Jörgen Ekengren, född 21 mars 1934 i Ljusne, död 5 juni 2015 i Solna församling, var en svensk fotbollsmålvakt.
Ekengren inledde sin fotbollskarriär i hemortens Ljusne AIK, och spelade i ungdomen även bandy för Ala IF. Han flyttade som 18-åring till Norrköping för att börja på handelsgymnasium och började där spela för IFK Norrköping. Han fick dock aldrig spela allsvenskt för klubben, då den ordinarie målvakten Bengt Nyholm var för bra för att flytta på. Ekengren spelade även ishockey i IFK, och gjorde som ishockeyspelare en säsong i högsta serien 1955/1956.
1956 flyttade Ekengren till Stockholm och började spela för AIK. För AIK gjorde han sammanlagt 46 allsvenska matcher, men på grund av sin djärva spelstil råkade han ofta ut för skador, och efter en skallskada i april 1959 kom han aldrig tillbaka till allsvenskt spel igen. Han gick då till IFK Stockholm, där det blev ytterligare några säsonger innan han skadade båda knäna i en bilolycka och tvingades avsluta karriären. Parallellt med fotbollen spelade han under sin tid i Stockholm även ishockey för Essinge IK.
Ekengren spelade 1956 två U-landskamper för Sverige.